# Gerður Kristný

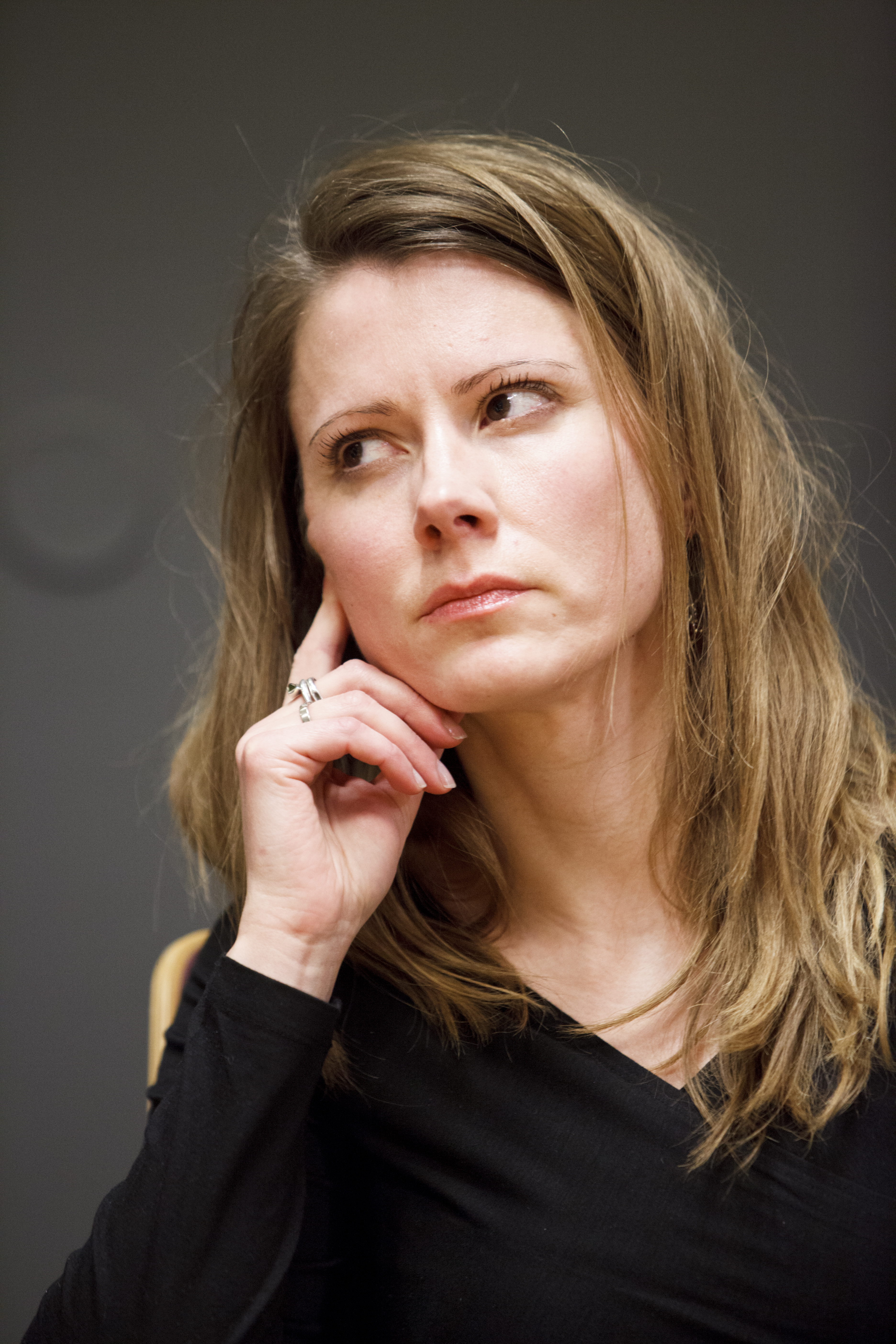
Gerður Kristný 2012

Gerður Kristný (eigentlich Gerður Kristný Guðjonsdóttir; * 10. Juni 1970 in Reykjavík) ist eine isländische Schriftstellerin.

## Leben
Gerður machte 1992 ihren Bachelor of Arts (BA) an der Universität Island in Reykjavík in den Fächern Französische Literatur und Vergleichende Literatur. Ihre Arbeit behandelte Les fleurs du mal von Charles Baudelaire.
Sie ist bisher durch ihre Dichtungen, Kinder- und Jugendbücher, Arbeiten fürs Fernsehen und als Herausgeberin bekannt geworden. Seit 1994 hat sie über ein Dutzend Bücher veröffentlicht, die auch in englischer und deutscher Sprache erschienen.
Gerður ist verheiratet und hat zwei Kinder.
Ihre Gedichtsammlung "Blóðhófnir" ist eines der beiden isländischen Werke, die für den  Literaturpreis des Nordischen Rates 2012 nominiert waren.

## Veröffentlichungen (Auswahl)
- 1994: Ísfrétt (Eiswarnung), Gedichtesammlung.
- 1996: Regnbogi í póstinum. Mál o mennig, Reykjavík, ISBN 9979-3-1410-9.
- 2002: Marta smarta.
- 2004: Bátur með segli og allt.
  - 2013: deutsch: Die grüne Bluse meiner Schwester. List, Berlin, ISBN 978-3-548-61174-7.
- 2005: Myndin af pabba – Saga Thelmu.
- 2007: Ballið á Bessastöðum.
- 2008: Garðurinn.
  - deutsch: Die letzte Nacht des Jahres. Bloomsbury, Berlin 2011, ISBN 978-3-8270-5478-4.
- 2009: Prinsessan á Bessastöðum.
- 2010: Blóðhófnir.

## Auszeichnungen (Auswahl)
- 2010: Kinder- und Jugendbuchpreis des Westnordischen Rats für Die letzte Nacht des Jahres
- 2011: Einladung ins Kinder- und Jugendprogramm des 11. internationalen literaturfestivals berlin